# تقویت‌کننده با تزویج مستقیم
تقویت‌کننده با تزویج مستقیم یا تقویت‌کننده DC نوعی تقویت‌کننده است که در آن خروجی طبقه اول تقویت‌کننده به ورودی طبقه بعدی تزویج شده‌است به گونه‌ای که اجازه عبور سیگنال‌هایی با فرکانس صفر را می‌دهد، همچنین به آن جریان مستقیم، برای عبور از ورودی به خروجی گفته می‌شود.

## جریان
کاربرد مشترک اصطلاح «تقویت‌کننده DC» به معنای «تقویت‌کننده جریان مستقیم» نیست، زیرا این نوع تقویت‌کننده می‌تواند برای سیگنال‌های جریان مستقیم و جریان متناوب استفاده شود. پاسخ فرکانسی تقویت‌کننده تزویج مستقیم شبیه به فیلتر پایین‌گذر است و از این رو به عنوان «تقویت‌کننده پایین‌گذر» نیز شناخته می‌شود. تقویت DC (فرکانس صفر) فقط توسط این تقویت‌کننده امکان‌پذیر است، از این رو بعداً به اجزای ساختمان تقویت‌کننده تفاضلی و تقویت‌کننده عملیاتی بدل می‌شود. علاوه بر این، فناوری مدار مجتمع اجازه تولید خازن‌های تزویج بزرگ را نمی‌دهد.

## مزایا
استفاده از این نوع تقویت‌کننده چندین مزیت دارد، از جمله:
- چیدمان مداری ساده به طوری‌که کمینه تعداد قطعات وجود دارد
- به دلیل بالا، همچنین بسیار ارزان است
- می‌توان برای تقویت سیگنال‌های فرکانس صفر و پایین استفاده کرد
- آرایش مدار به دلیل کمینه استفاده از مقاومت‌ها ساده است.

## معایب
علاوه بر مزایا، چندین معایب شناخته شده نیز وجود دارد. این شامل:
- در تقویت‌کننده دریفت مشاهده می‌شود، که یک تغییر ناخواسته در ولتاژ خروجی بدون تغییر ولتاژ ورودی است.
- خروجی با دوره یا زمان و تغییر در ولتاژ تغذیه، تغییر می‌کند.
- پارامترهای ترانزیستور مانند {\displaystyle v_{be}} و {\displaystyle \beta } با دما تغییر می‌کند. این باعث تغییر در جریان و ولتاژ کلکتور می‌شود؛ بنابراین ولتاژ خروجی تغییر می‌کند
- هرگونه نویز یا دریافت پراکنده که در ورودی تقویت‌کننده ظاهر می‌شود، به دلیل بهره زیاد در خروجی افزایش می‌یابد.

## کاربرد
تقویت‌کننده‌های تزویج مستقیم در گیرنده‌های تلویزیون، رایانه‌ها، مدارهای رگولاتور و سایر ابزارهای الکترونیکی استفاده می‌شود. همچنین یک از اجزای ساختمانی برای تقویت‌کننده تفاضلی و تقویت‌کننده‌های عملیاتی را تشکیل می‌دهد.